# Zygmunt Węclewski

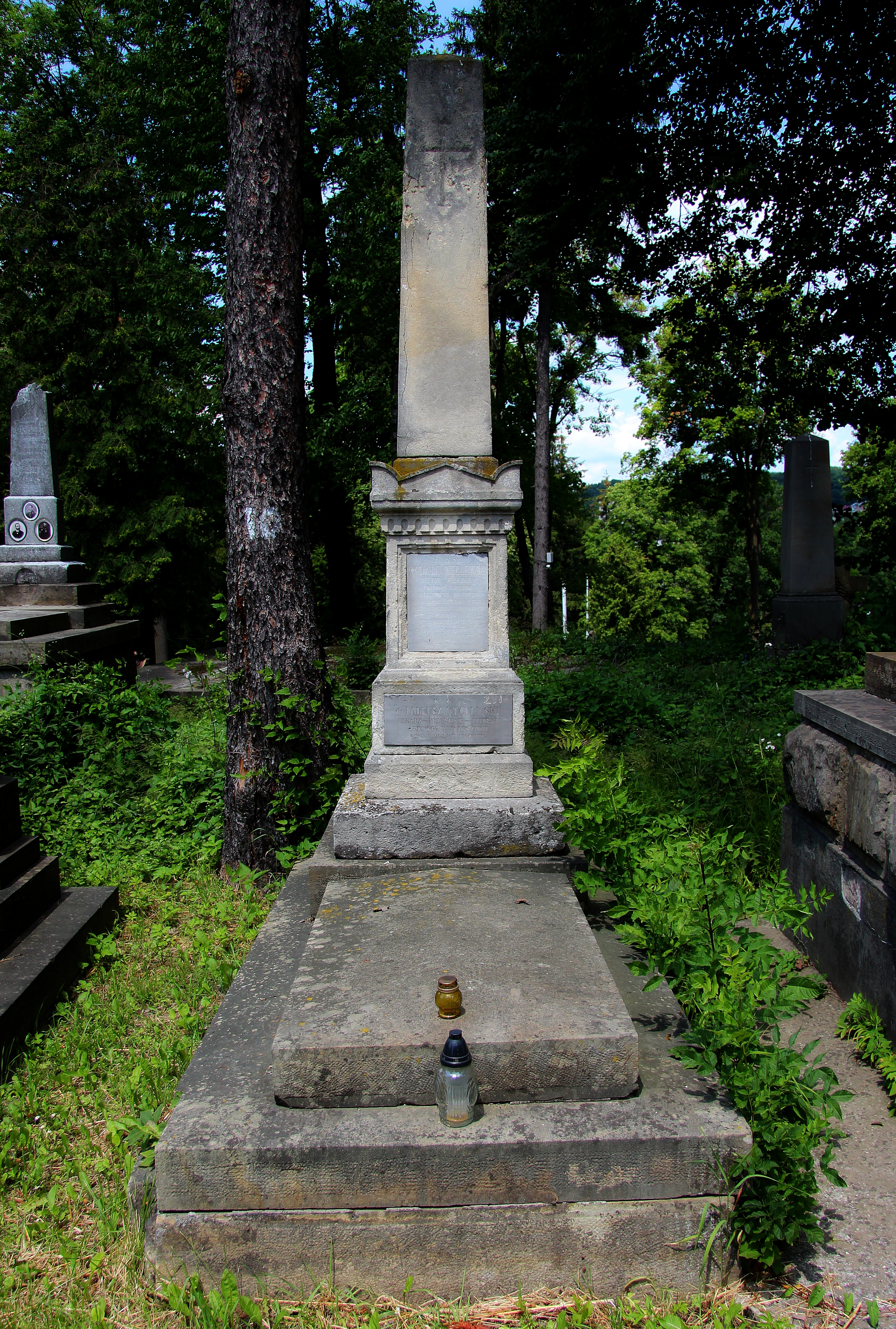
Grobowiec Zygmunta Węclewskiego na Cmentarzu Łyczakowskim we Lwowie

Zygmunt Węclewski (ur. 1 maja 1824 w Międzyrzeczu, zm. 14 sierpnia 1887 we Lwowie) – polski filolog klasyczny.

## Życiorys
Był synem Sylwestra, urzędnika sądu ziemskiego, i Tekli z Zakęskich, miał starszego brata Stanisława, pedagoga i edytora tekstów staropolskich. Uczył się w gimnazjum Fryderyka Wilhelma w Poznaniu. W latach 1845–48 studiował filologię klasyczną na Uniwersytecie Fryderyka Wilhelma we Wrocławiu. W roku 1863 doktor Uniwersytetu w Halle na podstawie pracy poświęconej "Królowi Edypowi" Sofoklesa. W tym samym roku przeniósł się do Warszawy, gdzie uzyskał profesurę filologii klasycznej w tamtejszej  Szkole Głównej. Z posady tej został zwolniony w 1869 r. W 1872 został pierwszym polskim profesorem katedry filologii klasycznej Uniwersytetu Lwowskiego, a w latach 1877-1878 pełnił godność rektora tej uczelni. Wykładał na niej do 1887. Członek Akademii Umiejętności w Krakowie. Był autorem popularnych słowników łaciny i greki, tłumaczem wszystkich zachowanych tragedii greckich oraz uczonym badającym twórczość Klemensa Janickiego i Andrzeja Krzyckiego. Został pochowany na Cmentarzu Łyczakowskim (pole 68, numer grobu 4).
Zygmunt w 1851 zawarł związek małżeński z Władysławą Sławską pochodzącą ze wsi Komorniki pod Poznaniem. Niestety to małżeństwo było krótkotrwałe. Jego żona zmarła wraz z 2-tygodniową córką we wrześniu 1852 podczas epidemii cholery w Poznaniu.
W 1855 Zygmunt ożenił się ponownie z Jadwigą Grabską z Poznania (zm. 1915). Z tego małżeństwa pochodziło sześcioro dzieci: najstarsza córka Felicja (1859–1940), bliźnięta Stanisława Monika (1864–1931) i Tadeusz (1864–1942), Piotr Mieczysław (1866–1953), Katarzyna Wiktoria (1869–1959) i Kazimiera (1874–1956).
Katarzyna Wiktoria w 1891 wyszła za mąż za adwokata Bolesława Mikiewicza (1869–1925), z którym miała dziesięcioro dzieci.

## Prace
- Słownik łacińsko-polski do autorów klasycznych..., Poznań 1851
- Historia tragedii greckiej, Warszawa 1859
- Disputatio de Clementis Ianicii scriptis, Warszawa 1865
- Historia literatury greckiej od czasów Aleksandra Wielkiego..., Warszawa 1867
- Słownik grecko-polski, Warszawa 1868
- Tragicy greccy[4] w trzech tomach, przekład wszystkich tragedii greckich, Poznań, Biblioteka Kórnicka, 1873 i nn